# Фукагава (станция)
Станция Фукагава (яп. 深川駅 фукагава эки) — железнодорожная станция в японском городе Фукагава, обслуживаемая компанией JR Hokkaido.

## История
Станция Фукагава была открыта 16 июля 1898 года. С приватизацией JNR она перешла под контроль JR Hokkaido.

## Линии
- JR Hokkaido
  - Главная линия Хакодате
  - Главная линия Румои